# AKA Arena
AKA ARENA er et stadion i Hønefoss på  Østlandet i Norge. Det  ejes af klubben Hønefoss BK hvor de til dagligt spiller fodbold i OBOS Ligaen. Stadionet har en kapacitet på 4.500 personer.
AKA Arena stod færdigbygget i året 2009. Tilskuerrekorden er 4.256 til en kamp mod  SK Brann 25. maj 2010
AKA Arena har også været arrangører for U/21-landskampe og kvindelandskampe.
 Der er for få eller ingen kildehenvisninger i denne artikel, hvilket er et problem. Du kan hjælpe ved at angive troværdige kilder til de påstande, som fremføres i artiklen.

| Fodbold | Spire Denne artikel om fodbold er en spire som bør udbygges. Du er velkommen til at hjælpe Wikipedia ved at udvide den. |

60°09′33″N 10°15′55″Ø / 60.1591°N 10.2654°Ø